# Осиновка (нижний приток Савалы)
Осиновка — река в России, протекает в Жердевском районе Тамбовской области. Правый приток Савалы.

## География
Река Осиновка берёт начало у деревни Фёдоровка 2-я. Течёт на восток по открытой местности, протекает через центр города Жердевка. Устье реки находится на юго-восточной окраине города в 177 км по правому берегу реки Савалы. Длина реки составляет 24 км.
Крупнейший приток Осиновки — река Таловая.

## Данные водного реестра
По данным государственного водного реестра России относится к Донскому бассейновому округу, водохозяйственный участок реки — Савала, речной подбассейн реки — Хопер. Речной бассейн реки — Дон (российская часть бассейна).